# Tombes du Sanhédrin

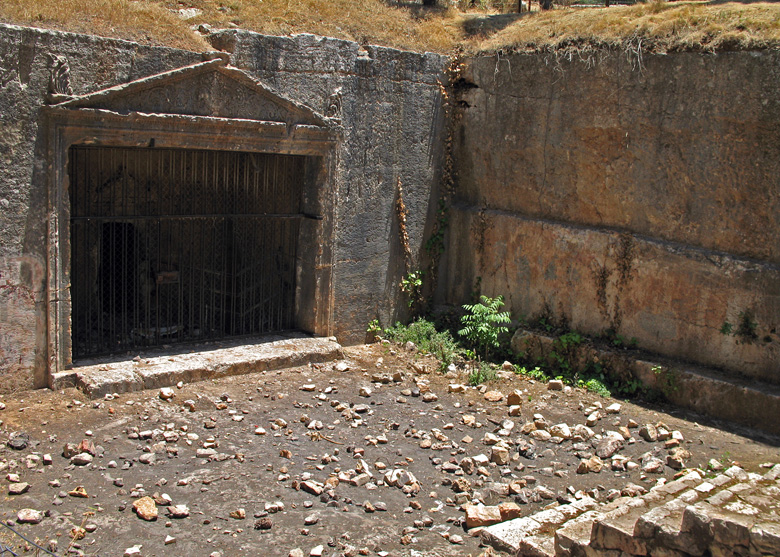

Les Tombes du Sanhédrin sont des tombes creusées dans le rocher datant de l'époque du Second Temple. Elles se trouvent dans le quartier de Sanhédriah à Jérusalem.